# Cantón de Le Mêle-sur-Sarthe
El cantón de Le Mêle-sur-Sarthe era una división administrativa francesa, que estaba situada en el departamento de Orne y la región de Baja Normandía.

## Composición
El cantón estaba formado por quince comunas:
- Aunay-les-Bois
- Boitron
- Bursard
- Coulonges-sur-Sarthe
- Essay
- Hauterive
- Laleu
- Le Mêle-sur-Sarthe
- Le Ménil-Broût
- Les Ventes-de-Bourse
- Marchemaisons
- Ménil-Erreux
- Neuilly-le-Bisson
- Saint-Aubin-d'Appenai
- Saint-Léger-sur-Sarthe

## Supresión del cantón de Le Mêle-sur-Sarthe
En aplicación del Decreto nº 2014-247 de 25 de febrero de 2014, el cantón de Le Mêle-sur-Sarthe fue suprimido el 22 de marzo de 2015 y sus 15 comunas pasaron a formar parte; catorce del nuevo cantón de Radon y una del nuevo cantón de Sées.